# Yuttana Chaikaew
Yuttana Chaikaew (thailändisch ยุทธนา ไชยแก้ว, * 26. Februar 1981 in Songkhla) ist ein thailändischer Fußballspieler.

## Karriere
Yuttana Chaikaew erlernte das Fußballspielen in Jugendmannschaft vom FC Krung Thai Bank. Hier unterschrieb er 1999 auch seinen ersten Vertrag. Mit dem Verein aus Bangkok gewann er 2003 und 2004 die thailändische Meisterschaft. 2009 wechselte er zum Ligakonkurrenten Port FC. Der Verein, der ebenfalls in Bangkok beheimatet war, spielte in der ersten Liga, der Thai Premier League. Für Port spielte er die Hinserie. Die Rückserie 2009 stand er beim Zweitligisten Police United unter Vertrag. Am Ende der Saison wurde er mit Police Meister der zweiten Liga und stieg in die erste Liga  auf. Nach dem Aufstieg wechselte er für ein Jahr zum Erstligisten TOT SC. Nach Vertragsende unterschrieb er 2011 einen Vertrag beim Zweitligisten PTT Rayong FC. Mit dem Verein aus Rayong wurde er 2013 Tabellendritter der zweiten Liga und stieg in die erste Liga auf. Hier spielte er noch ein Jahr für Rayong. Ende 2014 musste er mit dem Verein wieder in die zweite Liga absteigen. Nach dem Abstieg verpflichtete ihn der Zweitligist Songkhla United. In Songkhla unterschrieb er einen Dreijahresvertrag. Die Saison 2018 spielte er beim Viertligisten Pattani FC. Mit dem Verein aus Pattani spielte er in der vierten Liga, der Thai League 4. Hier trat man in der Southern Region an. Mit Pattani wurde er Ende 2018 Vizemeister.
Seit 1. Januar 2019 ist er vertrags- und vereinslos.

## Erfolge
FC Krung Thai Bank
- Thailand Premier League: 2002/03, 2003/04

Police United
- Thai Premier League Division 1: 2009  ▲